# Псалтырная карта
Псалты́рная карта — карта из псалтыри (на первой странице) начала 1260-х годов. Хранится в Британской Библиотеке в Лондоне. Диаметр — 31,5 дюймов. Изготовлена, вероятно, в Вестминстерском аббатстве во второй половине XIII века (после 1262 года, но не позднее середины 1260-х годов).

## Описание
Карта содержит около 145 географических названий. Сигнатура: L. Bl. Add. 28681. f. 9.
Над картой — земной сферой — возвышается поясное изображение Иисуса Христа в окружении ангелов, кадящих фимиам. В левой руке Спаситель держит глобус, подобный модели средневековой карты Т—О типа (Т-образный крест вписан в круг), миниатюра помещена в восточной части карты.
Слева от миниатюры Рая в верхней части карты присутствует легенда — «Сама[ра]», а рядом (северо-восточнее) находится «город Иазарон» (лат. c[ivitas] Iazaron) — искажённое «Хазарский город».